# Garden Ridge (Teksas)
Garden Ridge je grad u američkoj saveznoj državi Teksas. Prema popisu stanovništva iz 2010. u njemu je živjelo 3.259 stanovnika.